# Jake Gosling

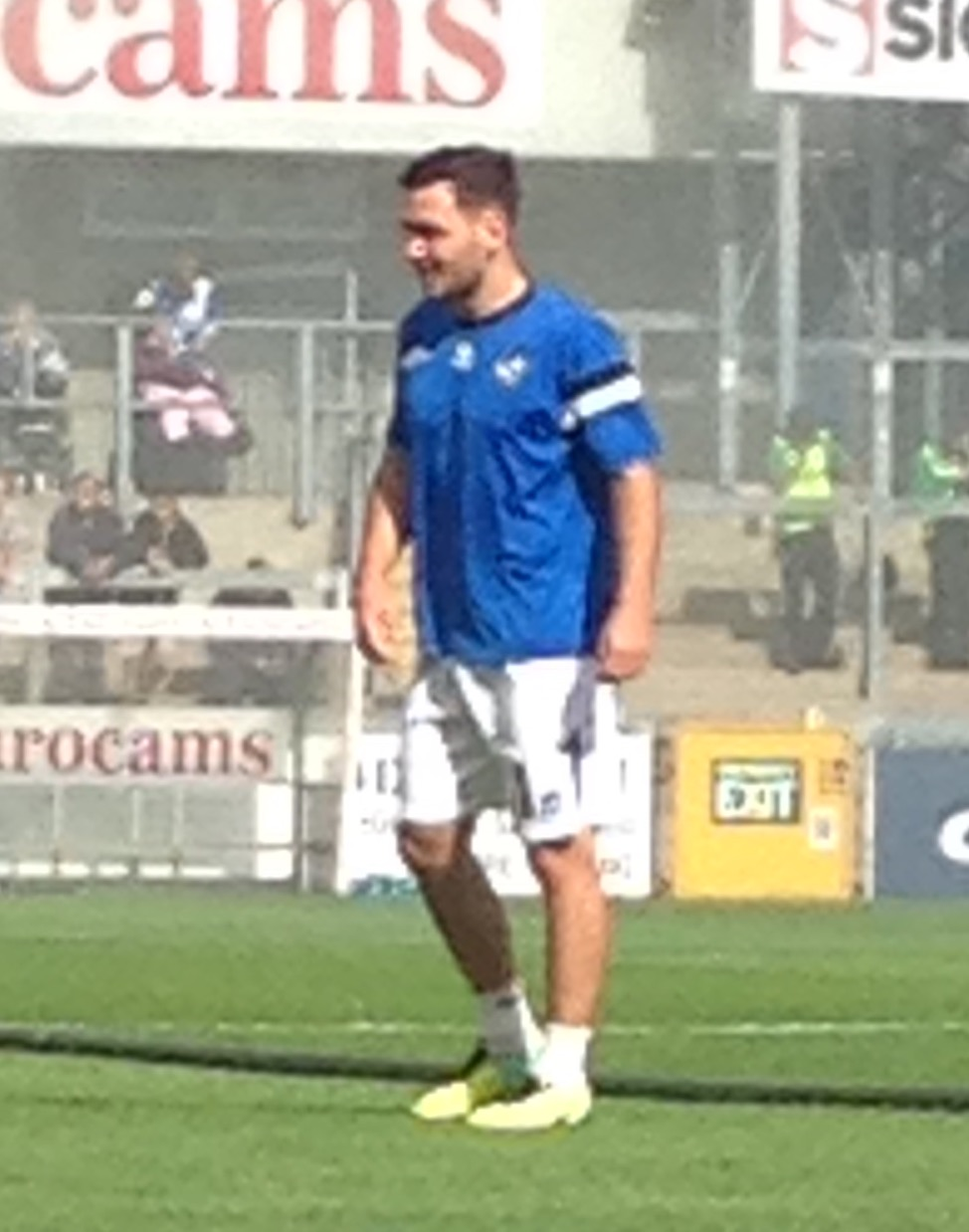
Jake Gosling in 2015

Jake Gosling (Oxford, 11 augustus 1993) is een voetballer uit Gibraltar. Hij speelt in clubverband bij de Engelse ploeg Forest Green Rovers FC uit Nailsworth.
Gosling heeft de meeste interlands gemaakt van alle spelers die ooit voor Gibraltar hebben gespeeld en is met twee doelpunten ook de topscorer van het Gibraltarees voetbalelftal.